# Tabú: Jon Sistiaga
Tabú es un programa de televisión español de género documental, producido por La Caña Brothers y Movistar+, emitido en el canal #0. Conducido por Jon Sistiaga el programa se estrenó el 31 de marzo de 2016 como una serie de programas especiales sobre la muerte y el tabú que representa en la sociedad.
Ha tratado la muerte desde varias perspectivas, desde el respeto, teniendo en cuenta opiniones de pacientes y de especialistas multidisciplinares como psicólogos, filósofos y médicos. El estilo particular con el que el programa trata estos temas le ha convertido en un referente de la cadena #0 de Movistar+. El programa ha obtenido reconocimientos como el Ondas de 2016 al mejor programa de actualidad.

## Episodios
| Temporada 1 | Título                                   | Día de estreno           |
| ----------- | ---------------------------------------- | ------------------------ |
| 01          | Infancia robada: Expiación               | 31 de marzo de 2016      |
| 02          | Infancia robada: Perversión              | 7 de abril de 2016       |
| 03          | Infancia robada: Duelo                   | 14 de abril de 2016      |
| 04          | Infancia robada: Monstruo                | 21 de abril de 2016      |
| 05          | Y al final, la Muerte: Prólogo           | 29 de septiembre de 2016 |
| 06          | Y al final, la Muerte: Epílogo           | 6 de octubre de 2016     |
| 07          | Y al final, la Muerte: Huida             | 13 de octubre de 2016    |
| 08          | Y al final, la Muerte: Retorno           | 20 de octubre de 2016    |
| 09          | Y al final, la Muerte: Fin               | 27 de octubre de 2016    |
| Temporada 2 | Título                                   | Día de estreno           |
| 01          | La Maldad: ¿De qué está hecho un malo?   | 25 de mayo de 2017       |
| 02          | La Maldad: La semilla del mal            | 1 de junio de 2017       |
| 03          | La Maldad: Mas líbranos del mal... Amén  | 8 de junio de 2017       |
| 04          | La Maldad: ¿La banalidad del mal?        | 15 de junio de 2017      |
| 05          | Machismo: Y Dios creó al Hombre          | 22 de noviembre de 2017  |
| 06          | Machismo: Érase una vez                  | 29 de noviembre de 2017  |
| 07          | Machismo: Supervivientes                 | 6 de diciembre de 2017   |
| 08          | Machismo: Hasta que la muerte nos separe | 13 de diciembre de 2017  |
| Temporada 3 | Título                                   | Día de estreno           |
| 01          | Los 7 Pecados Capitales: Avaricia        | 15 de noviembre de 2018  |
| 02          | Los 7 Pecados Capitales: Pereza          | 22 de noviembre de 2018  |
| 03          | Los 7 Pecados Capitales: Envidia         | 29 de noviembre de 2018  |
| 04          | Los 7 Pecados Capitales: Gula            | 6 de diciembre de 2018   |
| 05          | Los 7 Pecados Capitales: Lujuria         | 13 de diciembre de 2018  |
| 06          | Los 7 Pecados Capitales: Ira             | 20 de diciembre de 2018  |
| 07          | Los 7 Pecados Capitales: Soberbia        | 27 de diciembre de 2018  |